# Ridderorden in Thailand
Het Koninkrijk Thailand is nooit gekoloniseerd maar werd wel een tijdlang door andere landen, waaronder Japan, gedomineerd. Thailand stelde in de 19e eeuw Ridderorden naar Europees voorbeeld in.
- De Orde van de Witte Olifant (1861)
- De Orde van de Kroon van Thailand (1869)
- De Heilige Orde of Orde van de Negen Edelstenen
- De Militaire Orde van Rama
- De Orde van Rama V Chulalangkom (1868-1910)
- De Orde van Civiele Verdienste (1950)

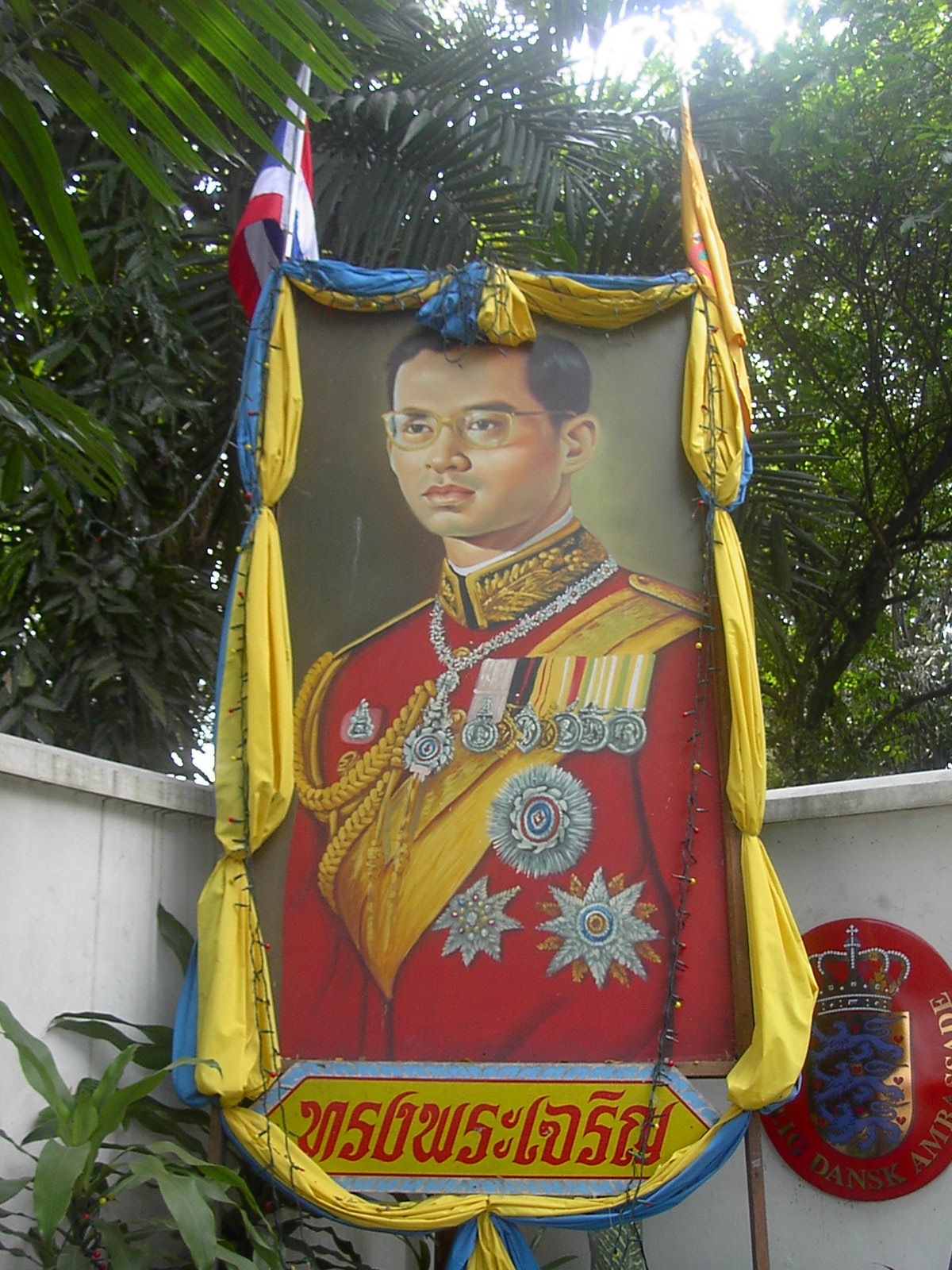
De Thaise Koning met enige Thaise Ridderorden

- De Thaise Orde van Militaire Verdienste
- De Orde van Chakra Mala
- De Orde van de Rajamitrabhorn
- De Orde van het Koninklijk Huis van Chakri (1882)
- De Orde van Chula Chom Klao
- De Orde van Diredgunabhorn
- De Varabhorn Orde van Verdienste
- De Vajira Mala Orde